# Dubai Tennis Championships 2013
Dubai Tennis Championships 2013 (також відомий як Dubai Duty Free Tennis Championships 2013 за назвою спонсора) - турнір серії 500 у рамках Туру ATP 2013 і серії Premier в рамках Туру WTA $2. І чоловіча і жіноча частини відбулись в Aviation Club Tennis Centre у Дубаї (ОАЕ). Жіноча частина тривала з 18 до 23 лютого, а чоловіча - з 25 до 2 березня.

## Очки і призові

### Нарахування очок
| Дисципліна                 | П   | Ф   | ПФ  | ЧФ  | 1/8 | 1/16 | Q   | Q3  | Q2  | Q1  |
| Одиночний розряд, чоловіки | 500 | 300 | 180 | 90  | 45  | 0    | 20  | 10  | 0   | Н/Д |
| Парний розряд, чоловіки    | 500 | 300 | 180 | 90  | 0   | Н/Д  | Н/Д | Н/Д | Н/Д | Н/Д |
| Одиночний розряд, жінки    | 470 | 320 | 200 | 120 | 60  | 1    | 20  | 12  | 8   | 1   |
| Парний розряд, жінки       | 470 | 320 | 200 | 120 | 1   | Н/Д  | Н/Д | Н/Д | Н/Д | Н/Д |

### Призові гроші
| Дисципліна                 | П        | Ф        | ПФ       | ЧФ      | 1/8     | 1/16    | Q3     | Q2     | Q1     |
| Одиночний розряд, чоловіки | $429,600 | $193,700 | $91,750  | $44,275 | $22,575 | $12,415 | $1,400 | $770   | Н/Д    |
| Парний розряд, чоловіки *  | $126,900 | $57,300  | $27,000  | $13,050 | $6,700  | Н/Д     | Н/Д    | Н/Д    | Н/Д    |
| Одиночний розряд, жінки    | $442,198 | $240,644 | $128,910 | $33,225 | $18,382 | $10,183 | $5,005 | $2,727 | $1,726 |
| Парний розряд, жінки *     | $69,039  | $36,376  | $18,640  | $9,320  | $4,850  | Н/Д     | Н/Д    | Н/Д    | Н/Д    |

* на пару

## Учасники в одиночному розряді

### Сіяні
| Країна    | Гравець                | Рейтинг1 | Сіяна |
| --------- | ---------------------- | -------- | ----- |
| Сербія    | Новак Джокович         | 1        | 1     |
| Швейцарія | Роджер Федерер         | 2        | 2     |
| Чехія     | Томаш Бердих           | 6        | 3     |
| Аргентина | Хуан Мартін дель Потро | 7        | 4     |
| Франція   | Жо-Вілфрід Тсонга      | 8        | 5     |
| Сербія    | Янко Типсаревич        | 9        | 6     |
| Італія    | Андреас Сеппі          | 19       | 7     |
| Росія     | Михайло Южний          | 32       | 8     |

- Рейтинг подано станом на 18 лютого 2013.

### Інші учасники
Нижче наведено учасниць, які отримали вайлдкард на участь в основній сітці:
- Малік Джазірі
- Ражів Рам
- Дмитро Турсунов

Нижче наведено гравців, які пробились в основну сітку через стадію кваліфікації:
- Даніель Брандс
- Ігор Куніцин
- Флоран Серра
- Маттео Віола

### Знялись з турніру
До початку турніру
- Філіпп Кольшрайбер
- Радек Штепанек

### Знялись
- Бернард Томіч (хвороба)

## Учасники в парному розряді

### Сіяні
| Країна   | Гравець              | Країна     | Гравець            | Рейтинг1 | Сіяна |
| -------- | -------------------- | ---------- | ------------------ | -------- | ----- |
| Іспанія  | Марк Лопес           | Іспанія    | Марсель Гранольєрс | 8        | 1     |
| Пакистан | Айсам-уль-Хак Куреші | Нідерланди | Жан-Жульєн Роєр    | 27       | 2     |
| Швеція   | Роберт Ліндстедт     | Сербія     | Ненад Зімоньїч     | 29       | 3     |
| Польща   | Маріуш Фирстенберг   | Польща     | Марцін Матковський | 35       | 4     |

- Рейтинг подано станом на 18 лютого 2013.

### Інші учасники
Нижче наведено пари, які отримали вайлдкард на участь в основній сітці:
- Omar Awadhy /  Hamad Abbas Janahi
- Новак Джокович /  Marko Djokovic

## Учасники в одиночному розряді

### Сіяні
| Країна    | Гравчиня           | Рейтинг1 | Сіяна |
| --------- | ------------------ | -------- | ----- |
| Білорусь  | Вікторія Азаренко  | 1        | 1     |
| США       | Серена Вільямс     | 2        | 2     |
| Польща    | Агнешка Радванська | 4        | 3     |
| Німеччина | Анджелік Кербер    | 6        | 4     |
| Італія    | Сара Еррані        | 7        | 5     |
| Чехія     | Петра Квітова      | 8        | 6     |
| Австралія | Саманта Стосур     | 9        | 7     |
| Данія     | Каролін Возняцкі   | 10       | 8     |

- Рейтинг подано станом на 11 лютого 2013.

### Інші учасниці
Нижче наведено учасниць, які отримали вайлдкард на участь в основній сітці:
- Маріон Бартолі
- Юлія Путінцева
- Лора Робсон

Нижче наведено гравчинь, які пробились в основну сітку через стадію кваліфікації:
- Даніела Гантухова
- Світлана Кузнецова
- Уршуля Радванська
- Чжен Цзє

Учасниці, що потрапили до основної сітки як щасливий лузер:
- Карла Суарес Наварро

### Відмовились від участі
До початку турніру
- Вікторія Азаренко (right foot injury)
- Марія Кириленко (shoulder injury)
- Лі На (left ankle injury)
- Серена Вільямс (lower травма спини)

## Учасниці в парному розряді

### Сіяні
| Країна            | Гравчиня               | Країна   | Гравчиня           | Рейтинг1 | Сіяна |
| ----------------- | ---------------------- | -------- | ------------------ | -------- | ----- |
| Росія             | Катерина Макарова      | Росія    | Олена Весніна      | 19       | 1     |
| Росія             | Надія Петрова          | Словенія | Катарина Среботнік | 20       | 2     |
| США               | Ракель Копс-Джонс      | США      | Абігейл Спірс      | 27       | 3     |
| Іспанія           | Нурія Льягостера Вівес | КНР      | Чжен Цзє           | 29       | 4     |
| Китайський Тайбей | Сє Шувей               | США      | Лізель Губер       | 32       | 5     |

- Рейтинг подано станом на 11 лютого 2013.

### Інші учасниці
Нижче наведено пари, які отримали вайлдкард на участь в основній сітці:
- Фатма Аль Набхані /  Алісія Росольська
- Юлія Гергес /  Анджелік Кербер
- Ліза Реймонд /  Саманта Стосур

Наведені нижче пари отримали місце як заміна:
- Віра Душевіна /  Клара Закопалова

### Відмовились від участі
До початку турніру
- Олена Весніна (вірусне захворювання)

### Знялись
- Квета Пешке (розтягнення лівого стегна)

## Переможниці та фіналістки

### Одиночний розряд, чоловіки
- Новак Джокович —  Томаш Бердих 7–5, 6–3

### Одиночний розряд, жінки
- Петра Квітова —  Сара Еррані, 6–2, 1–6, 6–1

### Парний розряд, чоловіки
- Магеш Бгупаті /  Мікаель Льодра —  Роберт Ліндстедт /  Ненад Зімоньїч, 7–6(8–6), 7–6(8–6)

### Парний розряд, жінки
- Бетані Маттек-Сендс /  Саня Мірза —  Надія Петрова /  Катарина Среботнік, 6–4, 2–6, [10–7]